# Gilbert Voisin
Pour les articles homonymes, voir Voisin (homonymie).
Gilbert Voisin (né le 17 septembre 1921 à Hautmont et décédé le 6 mai 2008 au Nouvion-en-Thiérache) est un clarinettiste français.

## Biographie
Gilbert Voisin étudie la clarinette avec Louis Cahuzac[Quand ?].
Gilbert Voisin a gagné le deuxième prix à l'unanimité du Concours international d'exécution musicale de Genève en 1950.
Il est clarinette solo l'orchestre symphonique Nord-Picardie , soliste à l'orchestre radio-symphonique de Lille, soliste à l'orchestre symphonique de Toulouse et à l'orchestre philharmonique de Radio-France.
Il a enseigné au conservatoire de Marcq-en-Barœul et formé des jeunes musiciens qui ont une carrière professionnelle comme Philippe Cuper. Il est ensuite devenu directeur du conservatoire.

« Louis Cahuzac était son dieu. J'avais des manuscrits de ces œuvres, des sources venant directement de dieu. » D'où la transmission, dans l'esprit de l'enseignant nordiste, des partitions de Cahuzac. « On sert de relais, juge Philippe Cuper, professeur à Versailles. Dès le conservatoire, Gilbert Voisin m'a appris à transmettre : « Tiens, tu prends le petit qui est là et tu le fais travailler !» »

— Philippe Cuper, La Voix du Nord, 2012
« He did not  pursue the path of a soloist  but  became principal  clarinet  in both the Toulouse Orchestra and the Radio Orchestra  at  Lille.  He was  a good  and enthusiastic  musician who fired the imagination of  the young boy  [Cuper]  and became  in all  truth a second father  to  him. »
— Pamela Weston, Clarinet Virtuosi of Today (Hertfordshire, England: Egon  Publishers, 1989), p.74

« Il ne suit pas la voie du soliste mais devient clarinette solo de l'Orchestre de Toulouse et de l'Orchestre de la Radio de Lille. C'était un musicien bon et enthousiaste qui a enflammé l'imagination du jeune garçon [Cuper] et est devenu en vérité un second père pour lui. »
— Clarinet Virtuosi of Today (Hertfordshire, England: Egon  Publishers, 1989), p.74

## Enregistrements (sélection)
- Igor Stravinsky, L'Histoire du soldat, Petits airs au bord du ruisseau. Gilbert Voisin et al. (33 tr/min, Vega, 1962)